# Šimun Barić
Šimun Barić (Split, 1814. − Split, 1862.) je bio hrvatski rimokatolički svećenik. 

## Životopis
Rodio se je 1814. godine u staroj splitskoj obitelji. Školovao se u zadarskoj Bogosloviji. Duhovnik u katedrali u Splitu od 1839. Na hrvatskom je propovijedao advent i korizmu.  
Svjetovni svećenik Šimun Barić je kao suplent na splitskoj Gimnaziji od 1847. predavao gramatiku, zemljopis i povijest. Polagao je ispite natječaja za katedru humanistike, jer se prethodni predavač na toj katedri premješten. Bio je župnik Velog Varoša od 1850. i počasni kanonik od 1854. Zalagao se za sjedinjenje Dalmacije s ostatkom Hrvatske.